# Fall from the Sky
Fall from the Sky è un singolo della cantante albanese Arilena Ara, pubblicato il 18 marzo 2020.
Avrebbe dovuto rappresentare l'Albania all'Eurovision Song Contest 2020, prima che l'evento venisse cancellato a causa della pandemia di COVID-19.

## Composizione e pubblicazione
Il brano era stato inizialmente scritto in lingua albanese e intitolato Shaj; il testo era stato scritto da Lindon Berisha mentre le musiche erano state composte da Darko Dimitrov. All'indomani della vittoria al Festivali i Këngës la cantante annunciò che il testo sarebbe stato probabilmente tradotto in inglese e che quindi la versione finale sarebbe stata modificata rispetto a Shaj.
Nei primi mesi del 2020 il testo della canzone è stato modificato e tradotto in inglese da Michael Blue, Robert Stevenson e Sam Schummer, mentre le musiche sono state riviste dallo stesso Dimitrov e dal Lazar Cvetkovski. Il lavoro definitivo è stato pubblicato su YouTube il 9 marzo 2020 e poi reso disponibile in formato digitale e streaming a partire dal successivo 18 marzo.

## Descrizione
La melodia del brano, che si presenta come una sentimental ballad, è composta principalmente da strumenti come il pianoforte e il violino, quest'ultimo fortemente limitato rispetto alla versione originale. Il testo ruota attorno al desiderio di superare emozioni e ricordi profondi che non potranno però esser dimenticati.
And my heart is sinking like a stone

But I don't let it show

Barely take another breath

Though I'm suffocating here alone

I'll never let you know»
E il mio cuore sta affondando come un sasso

Ma non lascio che si veda

A malapena faccio un altro respiro

Anche se sto soffocando qui da sola

Non te lo farò mai sapere»

## Video musicale
Il video musicale è stato pubblicato l'11 maggio 2020 sul canale YouTube della cantante e su quello dell'Eurovision Song Contest ed è stato prodotto da Max Production. Nel video si alternano sequenze della cantante al pianoforte, di fronte ad un albero spoglio e rinchiusa in una gabbia per uccelli, chiaro richiamo al verso Always making me hold back my wings (Facendomi sempre trattenere le ali).

## Tracce
Testi di Michael Blue, Robert Stevenson e Sam Schummer, musiche di Darko Dimitrov e Lazar Cvetkovski.
1. Fall from the Sky – 3:08
2. Fall from the Sky (versione karaoke) – 3:08